# Politehnika Pula, Visoka tehničko-poslovna škola s pravom javnosti
44°52′16.9″N 13°50′33.4″E / 44.871361°N 13.842611°E
Politehnika Pula (bivša Visoka tehnička škola u Puli - Politehnički studij), visoko učilište odnosno ustanova sa sjedištem u Puli čiji je cilj obrazovanje inženjera s visoko kakvoćnim tehničkim znanjima, koji će znati primjenjivati načela inženjerskog i timskoga rada, te se služiti vještinama brzog prijenosa ideja u praksu. Suvremena uloga inženjera podrazumijeva i sposobnost promišljanja i vođenja projekata, uz razumijevanje gospodarstva znanja i upravljanja znanjem.
Politehnički studij objedinjuje znanja iz područja tehnike, poslovne ekonomike, menadžmenta, informatike i društvenih znanosti, a ima za cilj obrazovanje stručnjaka za stručni profesionalni rad, prema standardima globaliziranog svijeta, te zahtjevima konzumenata usluga i proizvodnje na otvorenom tržištu.
U ovoj instituciji formiraju se profesionalna znanja s polivalentnim funkcijama kao simbioza visokog tehničkog i poslovnog obrazovanja suvremenih stručnjaka, osiguravajući time završenim studentima (diplomantima) kreativnost i snalaženje u suvremenim uvjetima proizvodnje i poslovanja.
Sjedište Visoke tehničke škole nalazi se na pulskoj Rivi blizu mosta koji spaja otok Uljanik s kopnom. Na dužnosti dekana 2009. – 2014. bio je Luciano Delbianco. Lociranje Visoke tehničke škole u Puli izvršeno je uz postavku da Istra i Republika Hrvatska posjeduje značajne prirodne resurse, visoki stupanj tehničkog i proizvodnog obrazovanja, te time čine svojevrsne tehničke, kadrovske i i intelektualne potencijale i resurse.

## Vanjske poveznice
- Službene stranice Politehnike Pule
- Politehnika Pula Hrvatska tehnička enciklopedija, portal hrvatske tehničke baštine. LZMK